# SN 2001ge
SN 2001ge – supernowa typu Ia odkryta 21 listopada 2001 roku w galaktyce A203114-4035. W momencie odkrycia miała maksymalną jasność 22,50m.